# Kasseler Sport-Verein Hessen Kassel 1995-1996
Questa voce raccoglie le informazioni riguardanti il Kasseler Sport-Verein Hessen Kassel nelle competizioni ufficiali della stagione 1995-1996.

## Stagione
Nella stagione 1995-1996 l'Hessen Kassel, allenato da Holger Brück, concluse il campionato di Regionalliga Sud al 10º posto.

## Rosa
| N. |                     | Ruolo | Calciatore          |
| -- | ------------------- | ----- | ------------------- |
|    | Germania (bandiera) | P     | Thomas Kneuer       |
|    | Germania (bandiera) | P     | Torsten Landsberger |
|    | Germania (bandiera) | D     | Kai-Uwe Börner      |
|    | Germania (bandiera) | D     | Mario Deppe         |
|    | Turchia (bandiera)  | D     | Ömer Erdoğan        |
|    | Germania (bandiera) | D     | Marko Gerlach       |
|    | Germania (bandiera) | D     | Oliver Hintschich   |
|    | Germania (bandiera) | D     | Thorsten Hirdes     |
|    | Germania (bandiera) | D     | Stefan Kuhn         |
|    | Polonia (bandiera)  | D     | Jerzy Matys         |
|    | Germania (bandiera) | D     | Matthias Weise      |
|    | Turchia (bandiera)  | C     | Cemal Akkoyun       |
|    | Germania (bandiera) | C     | Carsten Becker      |
|    | Germania (bandiera) | C     | Michael Drube       |

| N. |                     | Ruolo | Calciatore          |
| -- | ------------------- | ----- | ------------------- |
|    | Germania (bandiera) | C     | Thomas Freudenstein |
|    | Germania (bandiera) | C     | Jörg Günther        |
|    | Germania (bandiera) | C     | Frank Höhle         |
|    | Germania (bandiera) | C     | Marco Mason         |
|    | Germania (bandiera) | C     | Cliff Michel        |
|    | Germania (bandiera) | C     | Stefan Porada       |
|    | Germania (bandiera) | C     | Marc Rosch          |
|    | Germania (bandiera) | C     | Thomas Schmidt      |
|    | Zimbabwe (bandiera) | A     | Patrick Daka        |
|    | Germania (bandiera) | A     | Jurek Förster       |
|    | Germania (bandiera) | A     | Ralph Kistner       |
|    | Germania (bandiera) | A     | Nils Lienhop        |
|    | Germania (bandiera) | A     | Holger Maschke      |
|    | Ghana (bandiera)    | A     | Albert Nkansah      |

## Organigramma societario
Area tecnica
- Allenatore: Holger Brück
- Allenatore in seconda:
- Preparatore dei portieri:
- Preparatori atletici:
- Analisi video:

## Calciomercato

### Sessione estiva
| Acquisti | Acquisti        | Acquisti       | Acquisti |
| R.       | Nome            | da             | Modalità |
| -------- | --------------- | -------------- | -------- |
| D        | Kai-Uwe Börner  | Dinamo Dresda  |          |
| D        | Thorsten Hirdes | Borussia Fulda |          |
| D        | Matthias Weise  | Hannover 96    |          |

| Cessioni | Cessioni          | Cessioni        | Cessioni |
| R.       | Nome              | a               | Modalità |
| -------- | ----------------- | --------------- | -------- |
| P        | Sven Hoffmeister  | Neukirchen      |          |
| A        | Kassoum Quedraogo | FSV Francoforte |          |
| D        | Jerzy Wijas       | Gornik Ledziny  |          |

## Risultati

### Regionalliga ovest-sudovest

#### Girone di andata
| 28 luglio 1995, ore 18:00 CEST 1ª giornata | Egelsbach | 0 – 2 | Hessen Kassel |  |

| 6 agosto 1995, ore 15:00 CEST 2ª giornata | Hessen Kassel | 2 – 2 | Reutlingen |  |

| 12 agosto 1995, ore 15:00 CEST 3ª giornata | Sandhausen | 1 – 1 | Hessen Kassel |  |

| 19 agosto 1995, ore 15:00 CEST 4ª giornata | Hessen Kassel | 1 – 2 | Eintracht Francoforte II |  |

| 5 settembre 1995, ore 18:00 CEST 5ª giornata | Bayern Monaco II | 5 – 1 | Hessen Kassel |  |

| 2 settembre 1995, ore 15:00 CEST 6ª giornata | Hessen Kassel | 0 – 2 | Augusta |  |

| 9 settembre 1995, ore 15:00 CEST 7ª giornata | Neukirchen | 0 – 1 | Hessen Kassel |  |

| 17 settembre 1995, ore 15:00 CEST 8ª giornata | Hessen Kassel | 2 – 1 | Darmstadt |  |

| 24 settembre 1995, ore 15:00 CEST 9ª giornata | Ditzingen | 2 – 0 | Hessen Kassel |  |

| 7 ottobre 1995, ore 15:00 CET 10ª giornata | Hessen Kassel | 0 – 4 | Ulma |  |

| 14 ottobre 1995, ore 15:00 CET 11ª giornata | Kickers Stoccarda | 2 – 1 | Hessen Kassel |  |

| 21 ottobre 1995, ore 14:30 CET 12ª giornata | Hessen Kassel | 5 – 2 | FSV Francoforte |  |

| 28 ottobre 1995, ore 15:00 CET 13ª giornata | Wacker Burghausen | 0 – 0 | Hessen Kassel |  |

| 4 novembre 1995, ore 15:00 CET 14ª giornata | Hessen Kassel | 1 – 4 | Fürth |  |

| 11 novembre 1995, ore 15:00 CET 15ª giornata | VfR Mannheim | 5 – 2 | Hessen Kassel |  |

| 25 novembre 1995, ore 15:00 CET 16ª giornata | Vestenbergsgreuth | 1 – 1 | Hessen Kassel |  |

| 2 dicembre 1995, ore 15:00 CET 17ª giornata | Hessen Kassel | 1 – 3 | Ludwigsburg |  |

#### Girone di ritorno
| 9 dicembre 1995, ore 15:00 CET 18ª giornata | Hessen Kassel | 1 – 0 | Egelsbach |  |

| 2 marzo 1996, ore 15:00 CET 19ª giornata | Reutlingen | 0 – 2 | Hessen Kassel |  |

| 10 marzo 1996, ore 15:00 CET 20ª giornata | Hessen Kassel | 1 – 0 | Sandhausen |  |

| 17 marzo 1996, ore 15:00 CET 21ª giornata | Eintracht Francoforte II | 1 – 1 | Hessen Kassel |  |

| 24 marzo 1996, ore 15:00 CET 22ª giornata | Hessen Kassel | 2 – 1 | Bayern Monaco II |  |

| 30 marzo 1996, ore 15:00 CET 23ª giornata | Augusta | 0 – 0 | Hessen Kassel |  |

| 4 aprile 1996, ore 18:00 CEST 24ª giornata | Hessen Kassel | 4 – 1 | Neukirchen |  |

| 13 aprile 1996, ore 15:00 CEST 25ª giornata | Darmstadt | 1 – 1 | Hessen Kassel |  |

| 20 aprile 1996, ore 15:00 CEST 26ª giornata | Hessen Kassel | 1 – 1 | Ditzingen |  |

| 28 aprile 1996, ore 15:00 CEST 27ª giornata | Ulma | 4 – 0 | Hessen Kassel |  |

| 4 maggio 1996, ore 15:00 CEST 28ª giornata | Hessen Kassel | 1 – 2 | Kickers Stoccarda |  |

| 11 maggio 1996, ore 15:00 CEST 29ª giornata | FSV Francoforte | 1 – 2 | Hessen Kassel |  |

| 15 maggio 1996, ore 18:00 CEST 30ª giornata | Hessen Kassel | 2 – 0 | Wacker Burghausen |  |

| 19 maggio 1996, ore 15:00 CEST 31ª giornata | Greuther Fürth | 1 – 3 | Hessen Kassel |  |

| 25 maggio 1996, ore 15:00 CEST 32ª giornata | Hessen Kassel | 0 – 3 | VfR Mannheim |  |

| 1º giugno 1996, ore 15:00 CEST 33ª giornata | Hessen Kassel | 0 – 2 | Vestenbergsgreuth |  |

| 6 giugno 1996, ore 18:00 CEST 34ª giornata | Ludwigsburg | 3 – 2 | Hessen Kassel |  |

## Statistiche

### Statistiche di squadra
| Competizione     | Punti | In casa | In casa | In casa | In casa | In casa | In casa | In trasferta | In trasferta | In trasferta | In trasferta | In trasferta | In trasferta | Totale | Totale | Totale | Totale | Totale | Totale | DR  |
| Competizione     | Punti | G       | V       | N       | P       | Gf      | Gs      | G            | V            | N            | P            | Gf           | Gs           | G      | V      | N      | P      | Gf     | Gs     | DR  |
| ---------------- | ----- | ------- | ------- | ------- | ------- | ------- | ------- | ------------ | ------------ | ------------ | ------------ | ------------ | ------------ | ------ | ------ | ------ | ------ | ------ | ------ | --- |
| Regionalliga Sud | 44    | 17      | 7       | 2       | 8       | 24      | 30      | 17           | 5            | 6            | 6            | 20           | 27           | 34     | 12     | 8      | 14     | 44     | 57     | -13 |
| Totale           | 44    | 17      | 7       | 2       | 8       | 24      | 30      | 17           | 5            | 6            | 6            | 20           | 27           | 34     | 12     | 8      | 14     | 44     | 57     | -13 |

### Andamento in campionato
| Giornata  | 1 | 2 | 3 | 4 | 5  | 6  | 7  | 8 | 9  | 10 | 11 | 12 | 13 | 14 | 15 | 16 | 17 | 18 | 19 | 20 | 21 | 22 | 23 | 24 | 25 | 26 | 27 | 28 | 29 | 30 | 31 | 32 | 33 | 34 |
| --------- | - | - | - | - | -- | -- | -- | - | -- | -- | -- | -- | -- | -- | -- | -- | -- | -- | -- | -- | -- | -- | -- | -- | -- | -- | -- | -- | -- | -- | -- | -- | -- | -- |
| Luogo     | T | C | T | C | T  | C  | T  | C | T  | C  | T  | C  | T  | C  | T  | T  | C  | C  | T  | C  | T  | C  | T  | C  | T  | C  | T  | C  | T  | C  | T  | C  | C  | T  |
| Risultato | V | N | N | P | P  | P  | V  | V | P  | P  | P  | V  | N  | P  | P  | N  | P  | V  | V  | V  | N  | V  | N  | V  | N  | N  | P  | P  | V  | V  | V  | P  | P  | P  |
| Posizione | 3 | 4 | 5 | 8 | 14 | 16 | 11 | 8 | 10 | 13 | 15 | 14 | 13 | 16 | 16 | 16 | 17 | 15 | 14 | 10 | 10 | 9  | 10 | 8  | 9  | 9  | 9  | 10 | 10 | 9  | 9  | 9  | 10 | 10 |

Legenda:

Luogo: C = Casa; T = Trasferta. Risultato: V = Vittoria; N = Pareggio; P = Sconfitta.